# Francescane missionarie della Madre del Divin Pastore
Le Francescane Missionarie della Madre del Divin Pastore (in spagnolo Religiosas Franciscanas Misioneras de la Madre del Divino Pastor) sono un istituto religioso femminile di diritto pontificio: le suore di questa congregazione pospongono al loro nome la sigla F.M.M.D.P.

## Storia

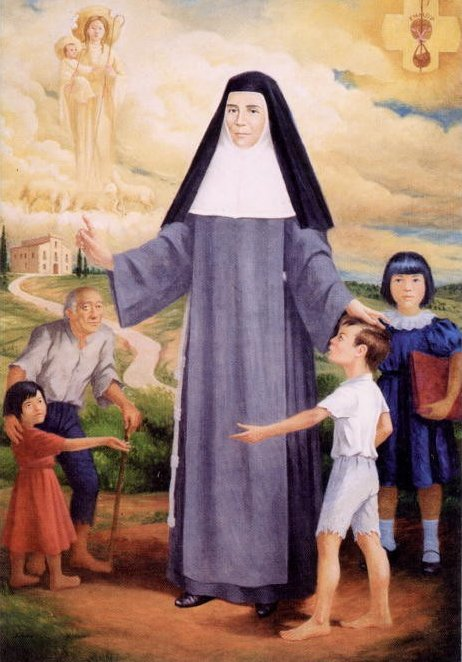
María Ana Mogas Fontcuberta, fondatrice della congregazione

Gli inizi della congregazione risalgono al 1850 quando María Ana Mogas Fontcuberta (1827-1886), la fondatrice,
si unì a un gruppo di novizie cappuccine costrette ad abbandonare il monastero a causa delle leggi antireligiose dell'epoca: le donne, sotto la guida di Josep Tous Soler, si costituirono in fraternità di terziarie cappuccine e il vescovo di Vich affidò loro la gestione di una scuola per fanciulle a Ripoll.
Nel 1868 una comunità di suore guidata dalla Mogas Fontcuberta assunse la direzione di un asilo a Madrid, dando origine a un ramo autonomo della congregazione: il cardinale arcivescovo di Toledo Cirilo de Alameda y Brea, francescano osservante, mutò il loro nome, diede loro un nuovo abito e approvò la congregazione delle francescane della Madre del Divin Pastore il 16 gennaio 1872.
L'istituto ricevette il pontificio decreto di lode il 22 settembre 1894 e venne approvato definitivamente dalla Santa Sede il 4 luglio 1896; le sue costituzioni vennero approvate l'8 agosto 1899. L'istituto è aggregato all'Ordine dei Frati Minori dal 19 giugno 1906.
La fondatrice è stata beatificata da papa Giovanni Paolo II il 6 ottobre 1996.

## Attività e diffusione
Le Francescane Missionarie della Madre del Divin Pastore si dedicano prevalentemente all'istruzione ed educazione cristiana della gioventù: gestiscono anche ospedali e ricoveri per anziani, operano come infermiere negli ospedali e cooperano nella pastorale parrocchiale.
Sono presenti in Argentina, Benin, Cile, Italia, Mozambico, Perù, Portogallo, Spagna e Venezuela: la sede generalizia è a Madrid.
Al 31 dicembre 2008 l'istituto contava 669 religiose in 105 case.